# NGC 2696
NGC 2696 (również PGC 24851) – galaktyka eliptyczna (E), znajdująca się w gwiazdozbiorze Hydry. Odkrył ją w roku 1886 Ormond Stone.